# Trine Schmidt
Trine Schmidt (ur. 3 czerwca 1988 w Kopenhadze) – duńska kolarka torowa i szosowa, srebrna medalistka mistrzostw świata.

## Kariera
Pierwszy sukces Trine Schmidt osiągnęła w 2003 roku, kiedy została wicemistrzynią kraju w indywidualnym wyścigu na dochodzenie. W 2005 roku zdobyła brązowy medal mistrzostw Europy juniorów w tej samej dyscyplinie. Rok później wywalczyła wicemistrzostwo Europy juniorów w kolarstwie szosowym. W 2008 roku brała udział w mistrzostwach świata w Manchesterze, gdzie w wyścigu punktowym zdobyła srebrny medal, ulegając tylko Holenderce Marianne Vos. W 2008 roku wystąpiła na igrzyskach olimpijskich w Pekinie, zajmując osiemnastą pozycję w wyścigu punktowym. W latach 2007, 2009 i 2011 zdobywała równocześnie medale na krajowych mistrzostwach w kolarstwie szosowym i torowym.